# アミフロキサシン
アミフロキサシン（英：Amifloxacin）はフルオロキノロン系抗生物質であり、活性はシプロフロキサシンと同様である。